# ID; Peace B
ID; Peace B – pierwszy koreański album studyjny BoA. Został wydany 25 sierpnia 2000 roku przez wytwórnię SM Entertainment, sprzedał się w liczbie 177 612 egzemplarzy w Korei. ID; Peace B jest muzycznym debiutem piosenkarki.
Album został wydany w Japonii 29 maja 2002 roku przez Avex Trax.

## Lista utworów
| Nr  | Tytuł                                                                         | Słowa                  | Kompozycja                 | Aranżacja                  | Czas |
| --- | ----------------------------------------------------------------------------- | ---------------------- | -------------------------- | -------------------------- | ---- |
| 1.  | „ID; Peace B”                                                                 | Yoo Young-jin          | Yoo Young-jin              | Yoo Young-jin              | 3:58 |
| 2.  | „Come To Me”                                                                  | Kim Hyung-suk          | Kim Hyung-suk              | Kim Hyung-suk              | 3:35 |
| 3.  | „Chenyeom (Heart-off)” (kor. 체념 (Heart-off))                                | Kim Jong-sook          | Bang Si-hyuk (Hitman Bang) | Bang Si-hyuk (Hitman Bang) | 3:53 |
| 4.  | „Sara”                                                                        | Park Jeong-lan         | Karng Won-sok              | Karng Won-sok              | 3:53 |
| 5.  | „Bimirilgi (I'm Sorry)” (kor. 비밀일기 (I’m Sorry))                           | Shin Youn-ah           | Lee Hyun-jeong             | Kwak Young-jun             | 4:52 |
| 6.  | „Andwae, nan andwae (No Way)” (kor. 안돼, 난 안돼 (No Way))                   | Yoo Yoo-jin            | Bang Si-hyuk (Hitman Bang) | Bang Si-hyuk (Hitman Bang) | 3:36 |
| 7.  | „Chama (Every Breath You Take)” (kor. 차마 (Every Breath You Take))           | Kim Nae-hee            | Hong Suk, Noh Young-joo    | Hong Suk                   | 5:01 |
| 8.  | „Whatever”                                                                    | Seo Yung-keun          | Seo Yung-keun              | Seo Yung-keun              | 3:36 |
| 9.  | „I’m Your Lady Tonight”                                                       | Yang Jae-sun           | Kim Hyung-suk              | Kim Hyung-suk              | 3:09 |
| 10. | „Eorin yeonin (Young Lovers)” (kor. 어린 연인 (Young Lovers))                 | Kim Jang-sook          | Kim Hyung-suk              | Kim Hyung-suk              | 4:25 |
| 11. | „Ibyeoljunbi (Letting You Go)” (okr. 이별준비 (Letting You Go))               | Park Jin-young         | Kim Hyung-suk              | Kim Hyung-suk              | 4:02 |
| 12. | „Meon hutnal uri (Someday Somewhere)” (kor. 먼 훗날 우리 (Someday Somewhere)) | Kim Yeo-jin (Jennifer) | Lee Hyun-jung              | Kwak Young-jun             | 3:59 |